# Barbara Meck
Barbara Meck (geboren 1945 in Hagenow, Mecklenburg) ist eine deutsche Schriftstellerin. 1980 veröffentlichte sie den Science-Fiction-Roman Das Gitter, in dem ein gewissenloser Wissenschaftler es unternimmt, mittels Gentechnik Mischwesen aus Mensch und Tier zu schaffen, wofür er junge, gesunde Frauen benötigt. Und da er keine Freiwilligen findet, wendet er Gewalt an, um sein Ziel zu erreichen.

## Bibliografie
- Resignationen : Roman. Hirthammer, München 1972.
- Über die Stelen von Axum, Äthiopien : Ein Beitrag zur Astro-Archäologie. Europäische Hochschulschriften / Reihe 38 / Archäologie Bd. 1. Lang, Frankfurt am Main u. a. 1979, ISBN 3-8204-6615-0.
- Das Gitter : Science-fiction-Roman. Heyne-Science-fiction & Fantasy #3758. Heyne, München 1980, ISBN 3-453-30661-9.